# Psychotria pseudoplatyphylla
Psychotria pseudoplatyphylla är en måreväxtart som beskrevs av Ernest Marie Antoine Petit. Psychotria pseudoplatyphylla ingår i släktet Psychotria och familjen måreväxter. Inga underarter finns listade i Catalogue of Life.